# 岩泽健吉
岩澤健吉（日语：／ Iwasawa Kenkichi，1917年9月11日—1998年10月26日），日本数学家，以在代数数论领域的影响而著名。

## 生平
岩泽出生于群马县桐生市。他在这里上小学，毕业后升入东京武藏高等学校。
从1937年到1940年岩泽在东京大学读本科，然后进入东京大学研究生院并成为数学系一名助教。1945年，他获得科学博士学位。但这一年他患上了胸膜炎，直到1947年四月他才回到大学。从1949年到1955年，他在东京大学做助理教授。
1950年，岩泽被邀请到在美国马萨诸塞州剑桥举办的国际数学家大会上作报告。其后两年他在普林斯顿高等研究院任研究员，1952年春他获得麻省理工大学的一个职位，在那里他工作到1967年。
从1967年直到他1986年退休，岩泽一直是普林斯顿的数学教授。1987年，他和妻子回到东京。

## 貢獻
岩泽教授最为人所知的也许是引入岩泽理论，这是他从1950年代后半开始研究分圆域时提出的。在此之前，他主要研究李群与李代数，引入了一般的岩泽分解。

## 影響
岩泽最有名的学生包括 Robert Coleman，Ralph Greenberg，古斯塔夫·所羅門以及Larry Washington。

## 荣誉
- 朝日奖 （1959年）
- 日本学士院奖 （1962年）
- 美国数学学会柯尔奖（数论） （1962年）
- 藤原奖 （1979年）

## 著作列表（英文版）
- Lectures on p-adic L-functions / by Kenkichi Iwasawa (1972)
- Local class field theory / Kenkichi Iwasawa (1986) ISBN 0195040309（有中文版《局部类域论》，冯克勤译，科学出版社，1986年）
- Algebraic functions / Kenkichi Iwasawa ; translated by Goro Kato (1993) ISBN 0821845950
- Kenkichi Iwasawa collected papers / Kenkichi Iwasawa ; edited by Ichiro Satake et al. (2001) ISBN 4431703144